# Female Perversions
Female Perversions (Untertitel Phantasien einer Frau oder auch Weibliche Perversionen)  ist der Debütfilm der Regisseurin Susan Streitfeld aus dem Jahr 1996. Er lehnt sich an den feministischen Roman Female Perversions: The Temptations of Emma Bovary von Louise J. Kaplan an. Emma Bovary zitiert wiederum Gustave Flauberts frühen emanzipatorischen Roman Madame Bovary.

## Handlung
Eve Stephens (Tilda Swinton), eine erfolgreiche Staatsanwältin, gerät in eine Krise, als sie vor dem Höhepunkt ihrer Karriere, der Berufung zur Richterin, steht und ihre kleptomanische Schwester Madelyn (Amy Madigan), genannt Maddie, festgenommen wird. In Rückblenden und Traumbildern verarbeitet sie ihre Vergangenheit, das Verhältnis zu ihrem Liebhaber John (Clancy Brown) und die erotische Beziehung zur Psychotherapeutin Renee (Karen Sillas).
Der Film behandelt vor allem die Beziehung der beiden Schwestern zu ihrem gefühlskalten und erfolgsorientierten Vater, der augenscheinlich eine der Schwestern vorzog. Seine Verachtung gegenüber Frauen zeigt sich in der Beziehung zur Mutter und in den seelischen Problemen der Schwestern. Am Ende erkennen die beiden Schwestern den bösartigen Einfluss ihrer Eltern auf ihr Leben und die fragwürdigen Reaktionen, die sie, ohne es zu wollen, angenommen haben. Eine sucht Linderung beim Stehlen und die andere beim beziehungslosen Sex.

## Kritik
film-dienst: Ein provokanter Beitrag, der durch seine fragmentarische Struktur und das Spiel mit verschiedenen Realitätsebenen nach Möglichkeiten weiblicher Identität forscht.